# Кубрат (община)
Община Кубрат е разположена в Североизточна България и е една от съставните общини на област Разград.

## География

### Географско положение, граници, големина
Общината е разположена в северозпадната част на област Разград. С площта си от 439,934 km2 заема 2-ро място сред 7-те общини на областта, което съставлява 18,1% от територията на областта. Границите ѝ са следните:
- на югоизток – община Завет;
- на юг – община Разград;
- на югозапад – община Ветово, област Русе;
- на запад – община Русе и община Сливо поле, област Русе;
- на север – община Тутракан, област Силистра.

### Природни ресурси

#### Релеф
община Кубрат се намира в северната част на Източната Дунавска равнина. Релефът ѝ е равнинен и слабо хълмист, с дълбоко всечени долини и суходолия, като надморската височина варира от 100 m на север до 250 m на юг. Южните райони на общината попадат в северозападната част на Лудогорското плато и тук южно от село Каменово, на границата с община Разград се намира най-високата ѝ точка – 284,7 m. Северно от село Юпер, на границата с община Тутракан е най-ниската ѝ точка – 38 m н.в.

#### Води
Община Кубрат е бедна на повърхностно течащи води. Нейна основна водна артерия е Топчийска река (89 km, десен приток на Дунав). По цялото си протежение в пределите на общината реката тече в дълбока, на места каньоновидна долина, до 70 – 80 m под околния терен. Реката навлиза в общината южно от Каменово, минава през него и продължава в северна посока. Западно от град Кубрат рязко завива на запад и продължава по границата с община Ветово. До град Кубрат реката има постоянно течение, след което пресъхва и нататък долината ѝ представлява суходолие, по което епизодично (през пролетта и при поройни дъждове) протичат водни течения. Югозападно от село Беловец суходолието завива на север и продължава по границата с община Русе, западно от село Сеслав, след което навлиза в община Сливо поле.
Поради недостига на повърхностно течащи води в общината са изградени множество микроязовири на малки реки и дерета, като водата която се събира през пролетта се използва основно за напояване на обширните земеделски земи в региона. По-големи язовири са: Юпер 1 и 2, Звънарци 1, Сеслав 3 и 4, Селския гьол (североизточно от село Тертер), Дряново (северозападно от град Кубрат), Каменово и др.

#### Климат
В климатично отношение общината се отнася към Лудогорско-Добруджанската подобласт на умерено-континенталната климатична област, който се характеризира се със студена зима, горещо лято, прохладна пролет и есен. Средномесечната януарска температура е -2.4 °C, средномесечната юлска температура е 20.9 °C, а средногодишната амплитуда достига 23 °C. Във ветровия режим преобладават подчертано западните ветрове със средномесечна скорост от 2.0 м/сек до 2.8 м/сек, а в отделни кратки периоди скоростта достига до 3.2 м/сек. Средната относителна влажност на въздуха варира от 64% през август до 87% през декември. Валежите са от дъжд и сняг. Годишната им сума е от 500 до 600 мм с максимуми през май и юни, а минимумите през януари и февруари. Максималната снежна покривка е през януари от 112 см, а минималната през октомври от 2 см. Сезонното разпределение на валежите е неравномерно.

#### Почви, растителност
В почвената покривка на община Кубрат преобладават черноземните почви със своите характерни подтипове: оподзолени черноземи, средно и силно излужени ченоземи. Срещат се и малко ливадни почви и повече горски почви сиви и тъмно сиви, тежко песъчливи – глинести, развити върху дебела льосова подложка. Черноземът се характеризира със средно съдържание на хумуса 5 – 8 %, който постепенно намалява в дълбочина. Мощността на хумусния пласт варира от 40 до 80 см.
В общината преобладава широколистната растителност – дъбови гори (цер, летен дъб, зимен дъб), клен, липа и др., ограничени участъци от иглолистна – бор, смърч, ела и др. На територията на община Кубрат се намират следните защитени територии: местността „Мющерека“ с. Беловец, естествено находище на див божур; находище на турска леска край гр. Кубрат; „Юперска курия“ вековна дъбова гора; скални венци в с. Каменово.

### Населени места
Общината се състои от 17 населени места. Списък на населените места, подредени по азбучен ред, население и площ на землищата им:
| Населено място | Пребр. на населението през 2021 г. | Площ на землището (в км2) | Населено място | Пребр. на населението през 2021 г. | Площ на землището (в км2) |
| Беловец        | 1459                               | 38,422                    | Мъдрево        | 582                                | 23,136                    |
| Бисерци        | 880                                | 29,055                    | Равно          | 450                                | 21,379                    |
| Божурово       | 330                                | 16,377                    | Савин          | 250                                | 15,144                    |
| Горичево       | 233                                | 17,033                    | Севар          | 1403                               | 33,212                    |
| Задруга        | 349                                | 12,196                    | Сеслав         | 733                                | 21,398                    |
| Звънарци       | 386                                | 18,918                    | Тертер         | 174                                | 29,010                    |
| Каменово       | 252                                | 43,711                    | Точилари       | 319                                | 9,450                     |
| Кубрат         | 5855                               | 56,846                    | Юпер           | 313                                | 39,838                    |
| Медовене       | 260                                | 14,809                    | ОБЩО           | 14228                              | 439,934                   |

## Административно-териториални промени
- МЗ № 2820/обн. 14.08.1934 г. – преименува с. Бунар бешевли на с. Божурово;

– преименува с. Гюзелдже алан на с. Каменово;
– преименува с. Балбунар на с. Кубрат;
- МЗ № 3072/обн. 11.09.1934 г. – преименува с. Настрадън на с. Бисерци;

– преименува с. Юруклер на с. Сеслав;
- МЗ № 3775/обн. 07.12.1934 г. – преименува с. Сърт алан хас на с. Беличица;

– преименува с. Сърт алан хас на с. Бяловец;
– преименува с. Орман бешевли на с. Горичево;
– преименува с. Касчилар (Казчилар) на с. Гълъбари;
– преименува с. Къшла кьой на с. Задруга;
– преименува с. Гюведже на с. Звънарци;
– преименува с. Енидже Балбунар (Балбунар енидже, Бал ендже) на с. Медьовене;
– преименува с. Узундже алан на с. Равно;
– преименува с. Джеферово на с. Савин;
– преименува с. Джеферлер на с. Севар;
– преименува с. Мусатчилар на с. Точилари;
- МЗ № 3077/обн. 23.11.1940 г. – заличава с. Гълъбари и го присъединява като квартал на с. Бисерци;
- МЗ № 2191/обн. 27.06.1942 г. – преименува с. Хаджи факлар на с. Генерал Добрево;

– преименува с. Месим махле на с. Мъдрево;
– преименува с. Кованджилар на с. Тертер;
- Указ № 790/обн. 30.09.1949 г. – признава с. Кубрат за гр. Кубрат;
- Указ № 317/обн. 13.12.1955 г. – заличава с. Беличица и го присъединява като квартал на с. Беловец;

– заличава с. Дряново и го присъединява като квартал на гр. Кубрат;
- Указ № 582/обн. 29.12.1959 г. – заличава с. Генерал Добрево и го присъединява като квартал на с. Тертер;
- Указ № 960/обн. 4 януари 1966 г. – отстранява грешката в името на с. Бяловец на с. Беловец;

- Указ № 970/обн. 04.04.1986 г. – заличава селата Медовене и Савин и ги присъединява като квартали на гр. Кубрат;
- Указ № 3005/обн. 09.10.1987 г. – отделя с. Брестовене и неговото землище от община Кубрат и го присъединява към община Завет;

– закрива Община Юпер и присъединява включените в състава ѝ населени места към община Кубрат;
- Указ № 250/обн. 22.08.1991 г. – отделя кварталите Медовене и Савин от гр. Кубрат и ги възстановява като отделни населени места – с. Медовене и с. Савин;
- Указ № 164/обн. 17.07.2001 г. – отделя с. Тетово и неговото землище от община Кубрат, област Разград и го присъединява към община Русе, област Русе;
- Указ № 111/обн. 18.04.2003 г. – отделя селата Каменово и Равно и техните землища от община Ветово, област Русе и ги присъединява към Община Кубрат, област Разград;
- Указ № 51/обн. 05.03.2004 г. – отделя с. Черешово и неговото землище от Община Кубрат, област Разград и го присъединява към община Сливо поле, област Русе;

## Население

### Етнически състав
Преброяване на населението през 2011 г.
Численост и дял на етническите групи според преброяването на населението през 2011 г., по населени места (подредени по численост на населението):
| Населено място | Численост | Численост | Численост | Численост | Численост | Численост           | Численост     | Населено място | Дял (в %) | Дял (в %) | Дял (в %) | Дял (в %) | Дял (в %)           | Дял (в %)     |
| Населено място | Общо      | Българи   | Турци     | Цигани    | Други     | Не се самоопределят | Не отговорили | Населено място | Българи   | Турци     | Цигани    | Други     | Не се самоопределят | Не отговорили |
| Общо           | 18355     | 6198      | 9283      | 1321      | 79        | 344                 | 1130          | 100,00         | 33,76     | 50,57     | 7,19      | 0,43      | 1,87                | 6,15          |
| -------------- | --------- | --------- | --------- | --------- | --------- | ------------------- | ------------- | -------------- | --------- | --------- | --------- | --------- | ------------------- | ------------- |
| Кубрат         | 7379      | 4288      | 2013      | 432       | 29        | 131                 | 486           | Кубрат         | 58,11     | 27,28     | 5,85      | 0,39      | 1,77                | 6,58          |
| Беловец        | 1916      | 367       | 1184      |           |           | 4                   | 360           | Беловец        | 19,15     | 61,79     |           |           | 0,20                | 18,78         |
| Бисерци        | 1155      | 46        | 1086      | 0         | 0         | 7                   | 16            | Бисерци        | 3,98      | 94,02     | 0,00      | 0,00      | 0,60                | 1,38          |
| Божурово       | 420       | 60        | 274       | 4         |           |                     | 77            | Божурово       | 14,28     | 65,23     | 0,95      |           |                     | 18,33         |
| Горичево       | 341       | 22        | 314       | 0         |           |                     | 4             | Горичево       | 6,45      | 92,08     | 0,00      |           |                     | 1,17          |
| Задруга        | 434       | 25        | 371       | 38        | 0         | 0                   | 0             | Задруга        | 5,76      | 85,48     | 8,75      | 0,00      | 0,00                | 0,00          |
| Звънарци       | 525       | 81        | 385       | 0         | 0         | 1                   | 58            | Звънарци       | 15,42     | 73,33     | 0,00      | 0,00      | 0,19                | 11,04         |
| Каменово       | 406       | 383       |           | 0         |           | 0                   | 21            | Каменово       | 94,33     |           | 0,00      |           | 0,00                | 5,17          |
| Медовене       | 348       | 96        | 199       | 13        | 32        | 2                   | 6             | Медовене       | 27,58     | 57,18     | 3,73      | 9,19      | 0,57                | 1,72          |
| Мъдрево        | 779       |           | 752       | 0         |           | 7                   | 17            | Мъдрево        |           | 96,53     | 0,00      |           | 0,89                | 2,18          |
| Равно          | 624       | 43        | 506       | 71        | 0         | 3                   | 1             | Равно          | 6,89      | 81,08     | 11,37     | 0,00      | 0,48                | 0,16          |
| Савин          | 402       | 122       | 146       | 0         | 14        | 119                 | 1             | Савин          | 30,34     | 36,31     | 0,00      | 3,48      | 29,60               | 0,24          |
| Севар          | 1763      |           | 1336      | 352       |           | 55                  | 19            | Севар          |           | 75,77     | 19,96     |           | 3,11                | 1,07          |
| Сеслав         | 766       | 54        | 334       | 361       | 0         | 11                  | 6             | Сеслав         | 7,04      | 43,60     | 47,12     | 0,00      | 1,43                | 0,78          |
| Тертер         | 228       | 209       |           | 0         |           | 0                   | 2             | Тертер         | 91,66     |           | 0,00      |           | 0,00                | 0,87          |
| Точилари       | 370       | 0         | 365       | 0         | 0         | 0                   | 5             | Точилари       | 0,00      | 98,64     | 0,00      | 0,00      | 0,00                | 1,35          |
| Юпер           | 499       | 399       | 0         | 49        | 0         | 0                   | 51            | Юпер           | 79,95     | 0,00      | 9,81      | 0,00      | 0,00                | 10,12         |

### Вероизповедания
Численост и дял на населението по вероизповедание според преброяването на населението през 2011 г.:
|                     | Численост | Дял (в %) |
| Общо                | 18 355    | 100,00    |
| Православие         | 5 469     | 29,79     |
| Католицизъм         | 17        | 0,09      |
| Протестантство      | 20        | 0,10      |
| Ислям               | 8 651     | 47,13     |
| Друго               | 5         | 0,02      |
| Нямат               | 196       | 1,06      |
| Не се самоопределят | 1 617     | 8,80      |
| Непоказано          | 2 380     | 12,96     |

## Транспорт
През общината преминават частично 4 пътя от Републиканската пътна мрежа на България с обща дължина 71 km:
- участък от 20,2 km от Републикански път II-23 (от km 31,8 до km 52,0);
- участък от 33,1 km от Републикански път II-49 (от km 56 до km 89,1);
- последният участък от 2,1 km от Републикански път III-2001 (от km 33,3 до km 35,4);
- последният участък от 15,6 km от Републикански път III-2102 (от km 15,3 до km 30,9).

## Топографска карта
- Лист от карта K-35-5. Мащаб: 1 : 100 000.
- Лист от карта K-35-6. Мащаб: 1 : 100 000.

- Лист от карта K-35-6. Мащаб: 1 : 100 000.